# Ormiscodes taglia
Ormiscodes taglia är en fjärilsart som beskrevs av William Schaus 1896. Ormiscodes taglia ingår i släktet Ormiscodes och familjen påfågelsspinnare. Inga underarter finns listade i Catalogue of Life.